# Anfinn Kallsberg

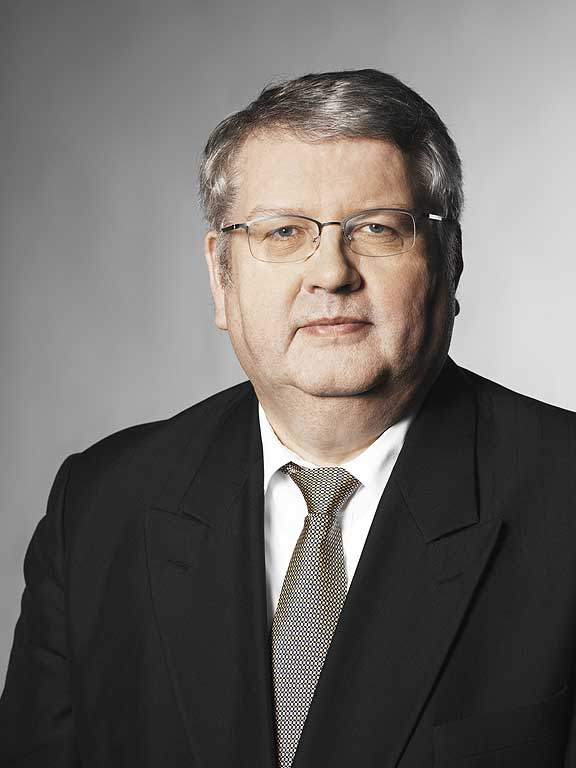
Anfinn Kallsberg

Anfinn Kallsberg (* 19. November 1947 in Klaksvík; † 20. Februar 2024) war ein färöischer Politiker, Ministerpräsident der Färöer und Vorsitzender der konservativen Volkspartei (Fólkaflokkurin).

## Biographie
Anfinn Kallsberg war der Sohn der Hausfrau Katrina und des Werkmeisters Gunnar Kallsberg aus Klaksvík. Verheiratet war er mit Berghild, geborene Matras aus Viðareiði, mit der er drei Kinder hatte. Die Familie wohnte in Viðareiði.
Nach einer Lehre zum Bürohandelskaufmann in Klaksvík machte sich Kallsberg 1974 als Buchhalter selbstständig. Von 1974 bis 1980 war er auch Mitglied des Rates der Kommune Viðareiði. Ab 1980 war er Mitglied des Løgtings, dessen Vorsitzender er von 1991 bis 1993 war. Der färöischen Landesregierung gehörte er 1983–1985, 1989 und 1996–1998 als Minister an.
Nach der Løgtingswahl vom 30. April 1998 bis 2004 war Kallsberg in einer Koalition mit Høgni Hoydals Republikanern (Tjóðveldisflokkurin) Regierungschef der Färöer. Danach gehörte er zwar nicht mehr der Landesregierung an, aber seine Volkspartei wurde Koalitionspartner der Sozialdemokraten (Javnaðarflokkurin) unter Jóannes Eidesgaard.
Seine Regierungszeit zusammen mit Hoydal war geprägt von einer Politik der Loslösung der Färöer von Dänemark, mit dem Ziel, die Färöer als selbständige Republik zu etablieren. Die konservative Volkspartei und die linken Republikaner standen sich in diesem Punkt traditionell nahe. Allerdings kam es 2000 zum totalen Zusammenbruch der Verhandlungen mit Dänemark. Eine für 2001 geplante Volksabstimmung auf den Färöern wurde abgesagt, als klar wurde, dass es keine klare Mehrheit für die Loslösung geben würde.
Dass diese Koalition 2002 wiedergewählt wurde, schrieben Beobachter zum guten Teil einem Ölfund zu, der einige Tage vor der Wahl gemeldet wurde. Erdöl ist ein wichtiger Hoffnungsfaktor der Färöer und wäre eine wichtige ökonomische Grundlage für einen künftigen souveränen Inselstaat. Aber bereits 2003 kam es zum Eklat zwischen Hoydal und Kallsberg, als ein Buch herauskam, das sich mit Kallsbergs kreativer Buchführung vor vielen Jahren beschäftigte. Nach den vorgezogenen Neuwahlen 2004 unterschrieb Kallsberg dann den Koalitionsvertrag mit den Sozialdemokraten und der pro-dänischen Sambandsflokkurin.
Von 2005 bis 2007 war Annfinn Kallsberg (wie auch Høgni Hoydal) Mitglied des dänischen Folketing. Schon vorher vertrat er 1991 und 1994–1998 die Färöer auf internationaler Ebene im Nordischen Rat.
Am 21. März 2007 gab er bekannt, dass er sich aus der Politik zurückziehen wolle, um Jüngeren Platz zu machen.